# Grand Prix moto de Yougoslavie
Le Grand Prix moto de Yougoslavie était une épreuve de vitesse moto faisant partie du Championnat du monde de vitesse moto de 1970 à  1990.

## Vainqueurs du Grand Prix moto de Yougoslavie
| Saison | Circuit | 80 cm3            | 125 cm3        | 250 cm3         | 500 cm3         | Résultats |
| ------ | ------- | ----------------- | -------------- | --------------- | --------------- | --------- |
| 1990   | Rijeka  |                   | Stefan Prein   | Carlos Cardús   | Wayne Rainey    | Résultats |
| 1989   | Rijeka  | Peter Öttl        |                | Sito Pons       | Kevin Schwantz  | Résultats |
| 1988   | Rijeka  | Jorge Martínez    | Jorge Martínez | Sito Pons       | Wayne Gardner   | Résultats |
| 1987   | Rijeka  | Jorge Martínez    |                | Carlos Lavado   | Wayne Gardner   | Résultats |
| 1986   | Rijeka  | Jorge Martínez    |                | Sito Pons       | Eddie Lawson    | Résultats |
| 1985   | Rijeka  | Stefan Dörflinger |                | Freddie Spencer | Eddie Lawson    | Résultats |
| 1984   | Rijeka  | Stefan Dörflinger |                | Manfred Herweh  | Freddie Spencer | Résultats |

| Saison | Circuit | 50 cm3            | 125 cm3            | 250 cm3            | 350 cm3            | 500 cm3          | Résultats |
| ------ | ------- | ----------------- | ------------------ | ------------------ | ------------------ | ---------------- | --------- |
| 1983   | Rijeka  | Stefan Dörflinger | Bruno Kneubühler   | Carlos Lavado      |                    | Freddie Spencer  | Résultats |
| 1982   | Rijeka  | Eugenio Lazzarini | Eugenio Lazzarini  | Didier de Radiguès |                    | Franco Uncini    | Résultats |
| 1981   | Rijeka  | Ricardo Tormo     | Loris Reggiani     |                    | Anton Mang         | Randy Mamola     | Résultats |
| 1980   | Rijeka  | Ricardo Tormo     | Guy Bertin         | Anton Mang         |                    |                  | Résultats |
| 1979   | Rijeka  | Eugenio Lazzarini | Angel Nieto        | Graziano Rossi     | Kork Ballington    | Kenny Roberts    | Résultats |
| 1978   | Rijeka  | Ricardo Tormo     | Angel Nieto        | Gregg Hansford     | Gregg Hansford     |                  | Résultats |
| 1977   | Opatija | Angel Nieto       | Pier Paolo Bianchi | Mario Lega         | Takazumi Katayama  |                  | Résultats |
| 1976   | Opatija | Ulrich Graf       | Pier Paolo Bianchi | Dieter Braun       | Olivier Chevallier |                  | Résultats |
| 1975   | Opatija | Angel Nieto       | Dieter Braun       | Dieter Braun       | Pentti Korhonen    |                  | Résultats |
| 1974   | Opatija | Henk van Kessel   | Kent Andersson     | Chas Mortimer      | Giacomo Agostini   |                  | Résultats |
| 1973   | Opatija | Jan de Vries      | Kent Andersson     | Dieter Braun       | János Drapál       | Kim Newcombe     | Résultats |
| 1972   | Opatija | Jan Bruins        | Kent Andersson     | Renzo Pasolini     | János Drapál       | Alberto Pagani   | Résultats |
| 1970   | Opatija | Angel Nieto       | Dieter Braun       | Santiago Herrero   | Giacomo Agostini   | Giacomo Agostini | Résultats |
| 1969   | Opatija | Paul Lodewijkx    | Dieter Braun       | Kelvin Carruthers  | Silvio Grassetti   | Godfrey Nash     | Résultats |